# Теркейца
Теркейца (рум. Tărcăița) — село у повіті Біхор в Румунії. Входить до складу комуни Теркая.
Село розташоване на відстані 378 км на північний захід від Бухареста, 62 км на південний схід від Ораді, 98 км на захід від Клуж-Напоки, 125 км на північний схід від Тімішоари.

## Населення
За даними перепису населення 2002 року у селі проживали 433 особи, усі — румуни. Усі жителі села рідною мовою назвали румунську.